# Alicerces Paulo Bartolomeu
Alicerces Paulo Bartolomeu Mango, também conhecido por Ali Mango (nascido em 10 de fevereiro de 1982), é um político angolano da União Nacional para a Independência Total de Angola (UNITA) e membro da Assembleia Nacional de Angola. Foi secretário-geral da Juventude Unida Revolucionária de Angola (JURA) de 2014 a 2018.